# Schwarzwerdender Klee
Schwarzwerdender Klee (Trifolium nigrescens) ist eine Pflanzenart aus der Gattung Klee (Trifolium) innerhalb der Familie der Hülsenfrüchtler (Fabaceae). Diese Art wurde in Hybriden zur landwirtschaftlichen Nutzung als Futtermittel eingekreuzt.

## Beschreibung

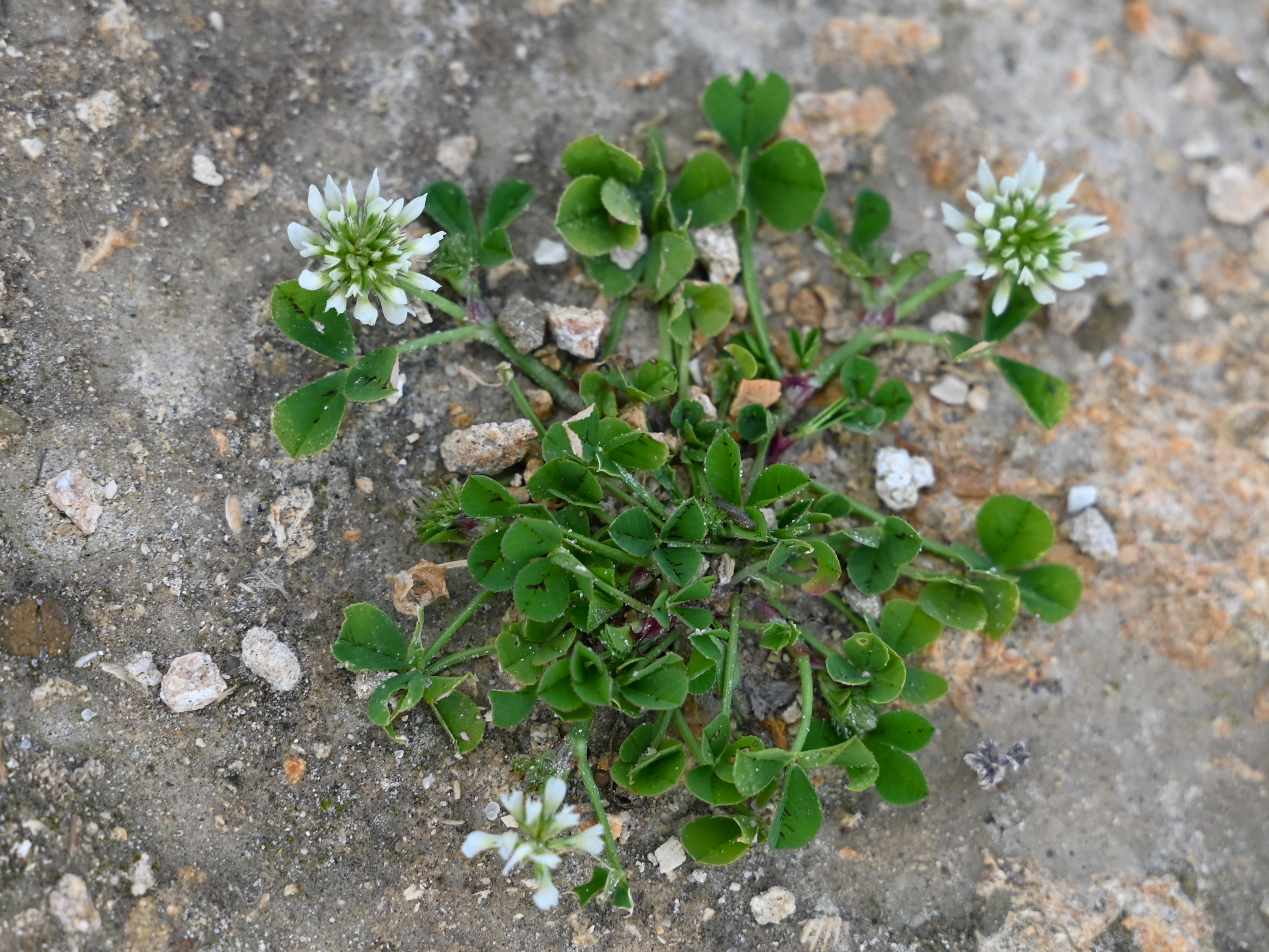
Habitus von Trifolium nigrescens subsp. nigrescens

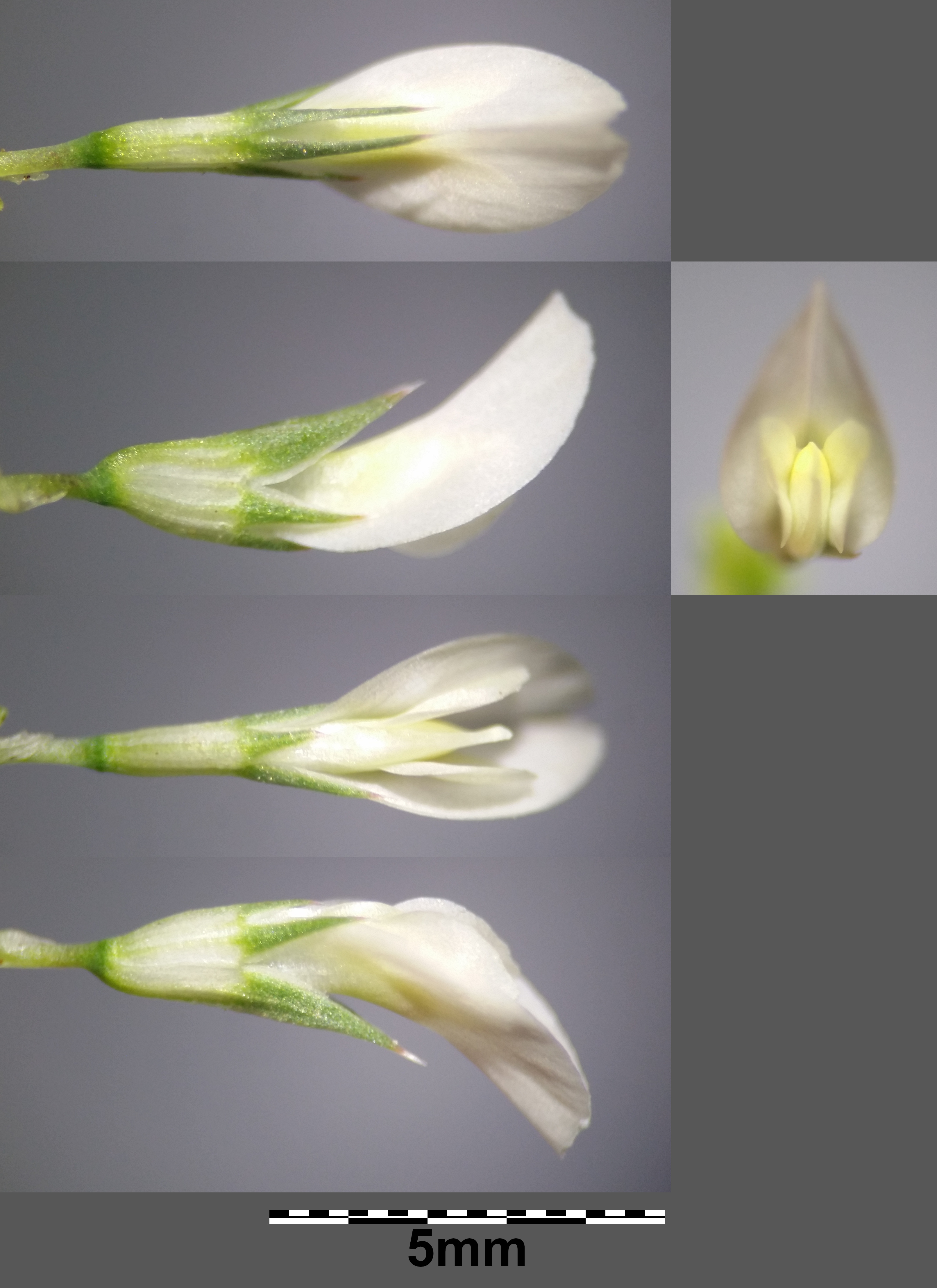
Blüte von Trifolium nigrescens subsp. nigrescens

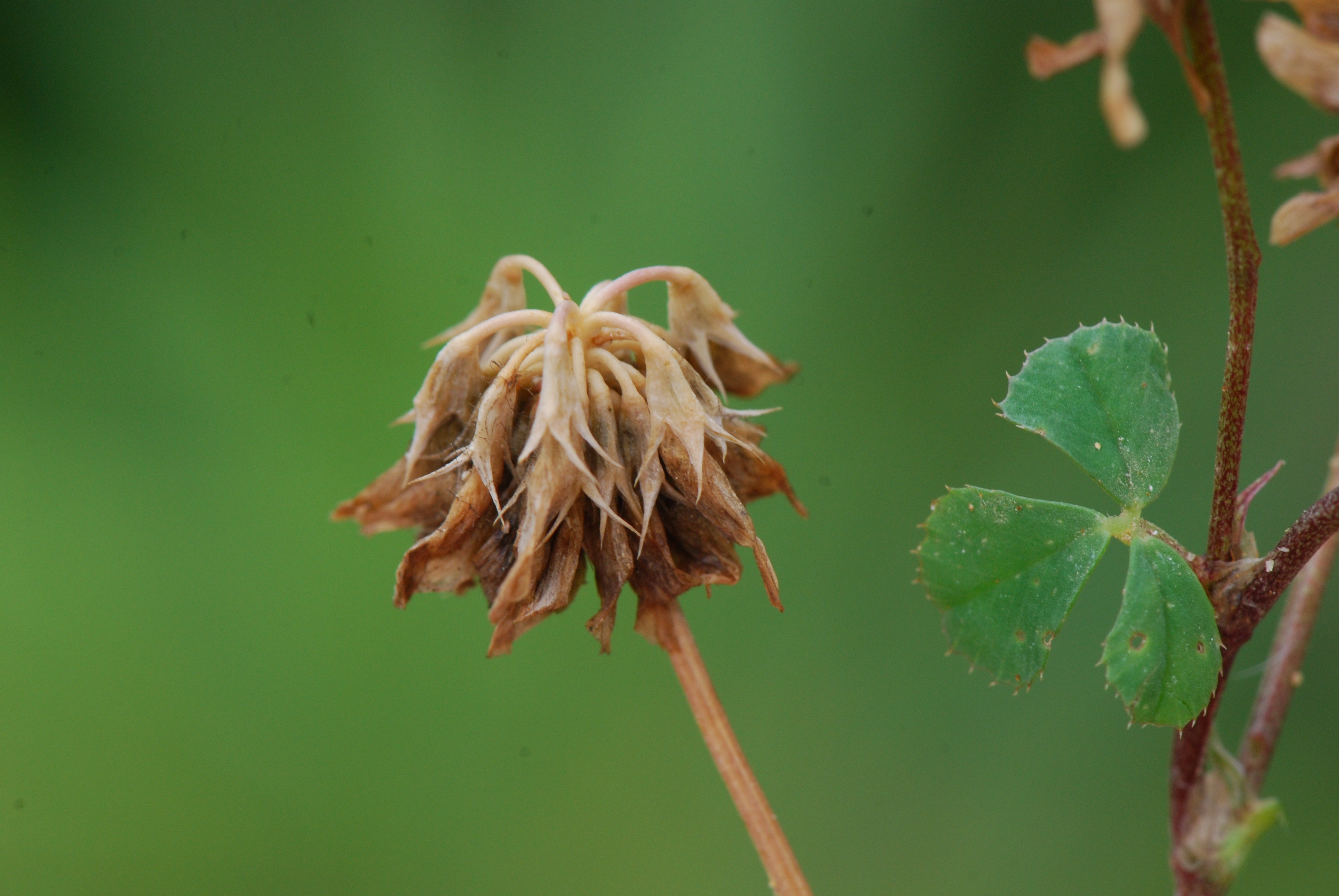
Fruchtstand

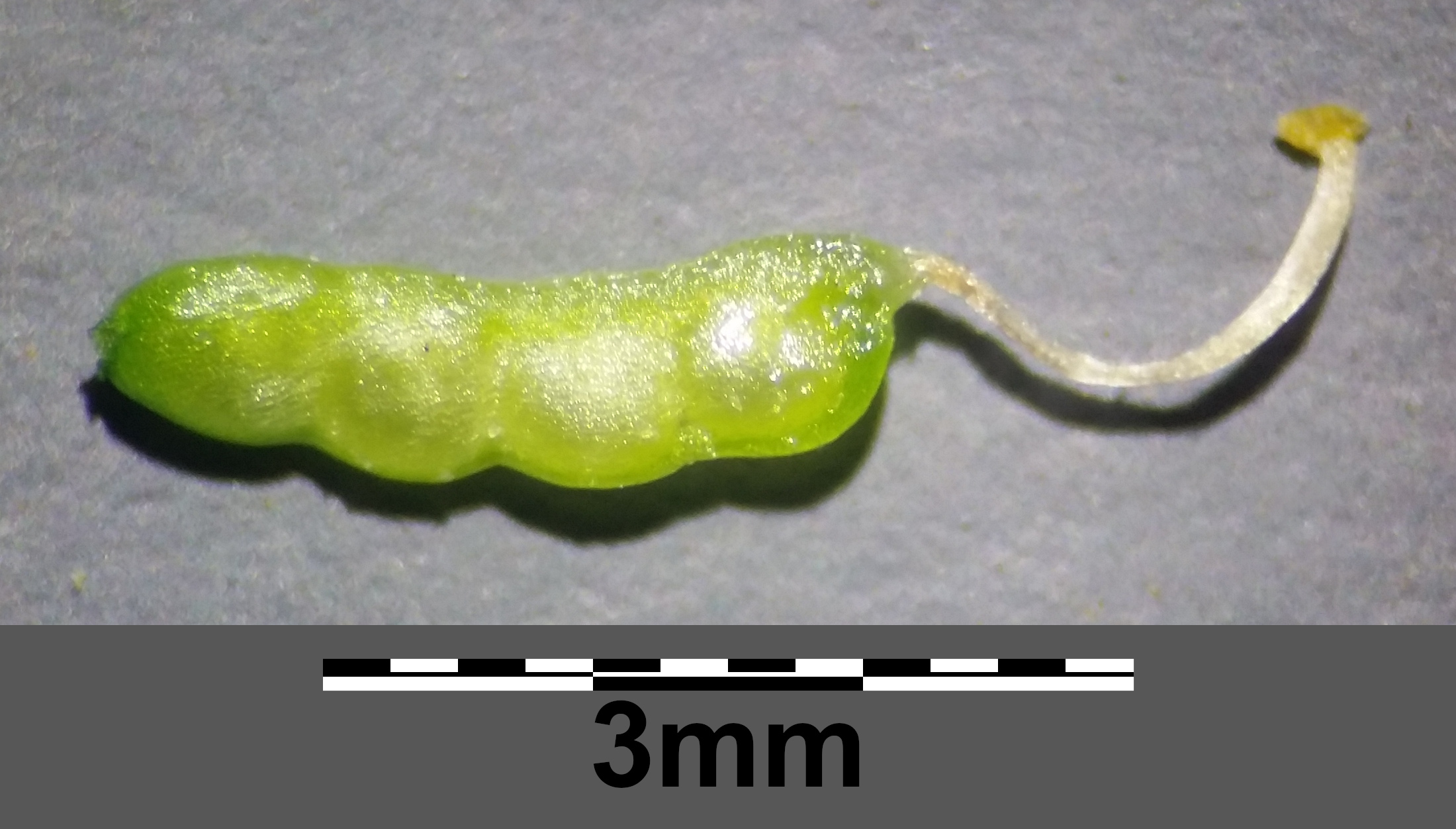
Frucht von Trifolium nigrescens subsp. nigrescens

### Vegetative Merkmale
Schwarzwerdender Klee ist eine einjährige, krautige Pflanze, die Wuchshöhen von 5 bis 60 Zentimetern erreicht. Der niederliegende, aufsteigende oder aufrechte Stängel ist weitverzweigt und kahl oder fast kahl.
Die Laubblätter sind, mit Ausnahme der allerobersten, lang gestielt. Die Blattspreiten sind dreifiedrig. Die Fiederblättchen bei einer Länge von 0,5 bis 4 Zentimetern sowie einer Breite vom 0,3 bis 2,5 Zentimetern eiförmig bis fast dreieckig mit stumpfem oder gekerbtem oberen Ende und zur Basis hin schmaler werdend. Der Blattrand ist fein gezähnelt. Die papierartigen Nebenblätter sind bei einer Länge von 4 und 20 Millimetern dreieckig bis lanzettlich und der obere freie Teil endet in einer abrupten Spitze.

### Generative Merkmale
Die Blütezeit reicht von März bis Oktober. Die Blütenstandsschäfte sind länger als die Laubblätter. Die Blütenstände sind bei einem Durchmesser von 1 bis 2 Zentimetern kugelig und enthalte vielen, lose angeordnete Blüten.
Die zwittrige Blüte ist zygomorph und fünfzählig mit doppelter Blütenhülle. Der Kelch ist etwa 5 Millimeter lang und kahl oder fast kahl; er ist im unteren Teil röhrenförmig, von weißer Farbe, und fünf- bis zehnnervig. Die Kelchzähne sind kürzer oder länger als die Kelchröhre grünlich und dreieckig bis lanzettlich; sie sind fast gleichgestaltet und biegen bei der Fruchtreife um. Die 6 bis 9 Millimeter lange Krone ist rosafarben oder weiß und bei der Fruchtreife verfärbt sie sich nach gelb oder braun. Die Fahne ist länger als Schiffchen und Flügel. 
Die Hülsenfrüchte sind etwas länger als die Kelchröhre, sind länglich, schlank und sie enthalten ein bis fünf Samen; häufig sind sie zwischen den einzelnen Samen eingeschnürt. Die braunen Samen durchmessen 1,1 bis 1,5 Millimeter.
Die Chromosomenzahl beträgt 2n = 16.

## Vorkommen
Das Verbreitungsgebiet des Schwarzwerdenden Klees liegt ursprünglich im Mittelmeergebiet, in den europäischen und afrikanischen Anrainerstaaten sowie in Kleinasien bis zum Iran.
Schwarzwerdender Klee wächst auf Äckern und unter Gebüschen an steinigen, feuchten Standorten.

## Systematik und Verbreitung
Die Erstbeschreibung von Trifolium nigrescns erfolgte 1808 durch den italienischen Botaniker Domenico Viviani (1772–1840) in Florae italicae Fragmenta seu Plantae rariores vel nondum cognitae in variis Italiae Regionibus detectae, Seite 12, Tafel 13.
Die Art Trifolium nigrescens gehört zue Serie Lotoidea der Untersektion Lotoidea aus der Sektion Lotoidea in der Gattung Trifolium innerhalb der Familie der Hülsenfrüchtler (Fabaceae).
Erfolgreich und ökonomisch bedeutend ist eine Hybride Trifolium repens × nigrescens aus Weiß-Klee (Trifolium repens) und Schwarzwerdendem Klee.
Je nach Autor gibt es etwa zwei Unterarten:
- Trifolium nigrescens subsp. petrisavii (Clementi) Holmboe (Syn.: Trifolium petrisavii Clementi): Sie kommt vom früheren Jugoslawien und von Ägypten bis zum Iran vor. Der Name der Unterart ehrt den italienischen Botaniker Pietro Savi (1811–1871).
- Trifolium nigrescens Viv. subsp. nigrescens: Sie kommt im europäischen Mittelmeerraum von Portugal bis Kreta vor.